# Hans Zurbriggen
Hans Zurbriggen (* 22. Februar 1920 in Saas-Fee; † 23. Juli 1950 in Monthey) war ein Schweizer Skisportler, der im Skispringen sowie in der Nordischen Kombination aktiv war.

## Werdegang
Zurbriggen gewann bei den Schweizer Skimeisterschaften 1945 in Engelberg seinen ersten und einzigen Titel im Skisprung-Einzel sowie im Einzel der Nordischen Kombination die Bronzemedaille hinter Niklaus Stump und Martin Zimmermann.
Bei den Olympischen Winterspielen 1948 in St. Moritz erreichte Zurbriggen mit Sprüngen auf 61 und 67 Metern den zehnten Platz.
Zurbriggen starb im Juli 1950 im Alter von 30 Jahren. Er hatte sich mit mehreren anderen Personen auf einer nächtlichen Autofahrt oberhalb von Monthey befunden, als der Fahrzeuglenker eine Kurve verfehlte und das Fahrzeug ca. 100 Meter in die Tiefe stürzte. Zurbriggen hatte den Sturz zunächst weitgehend unbeschadet überstanden und sich aus dem Wrack befreit. Beim Versuch, den anderen Insassen zu helfen, war er jedoch ausgerutscht und weitere 30 Meter in einen Bach gestürzt. Dabei hatte er sich schwerwiegende Verletzungen zugezogen, an denen er wenige Stunden später im Montheyer Hospital verstarb.